# Schlacht von Trafalgar
Kap Finisterre – Wertingen – Günzburg – Haslach-Jungingen – Elchingen – Ulm – Trafalgar – Caldiero – Mehrbach – Lambach – Bodenbühl – Steyr – Amstetten – Mariazell – St. Pölten – Kap Ortegal – Dürnstein – Schöngrabern – Wischau (Vyškov) – Austerlitz – San Domingo

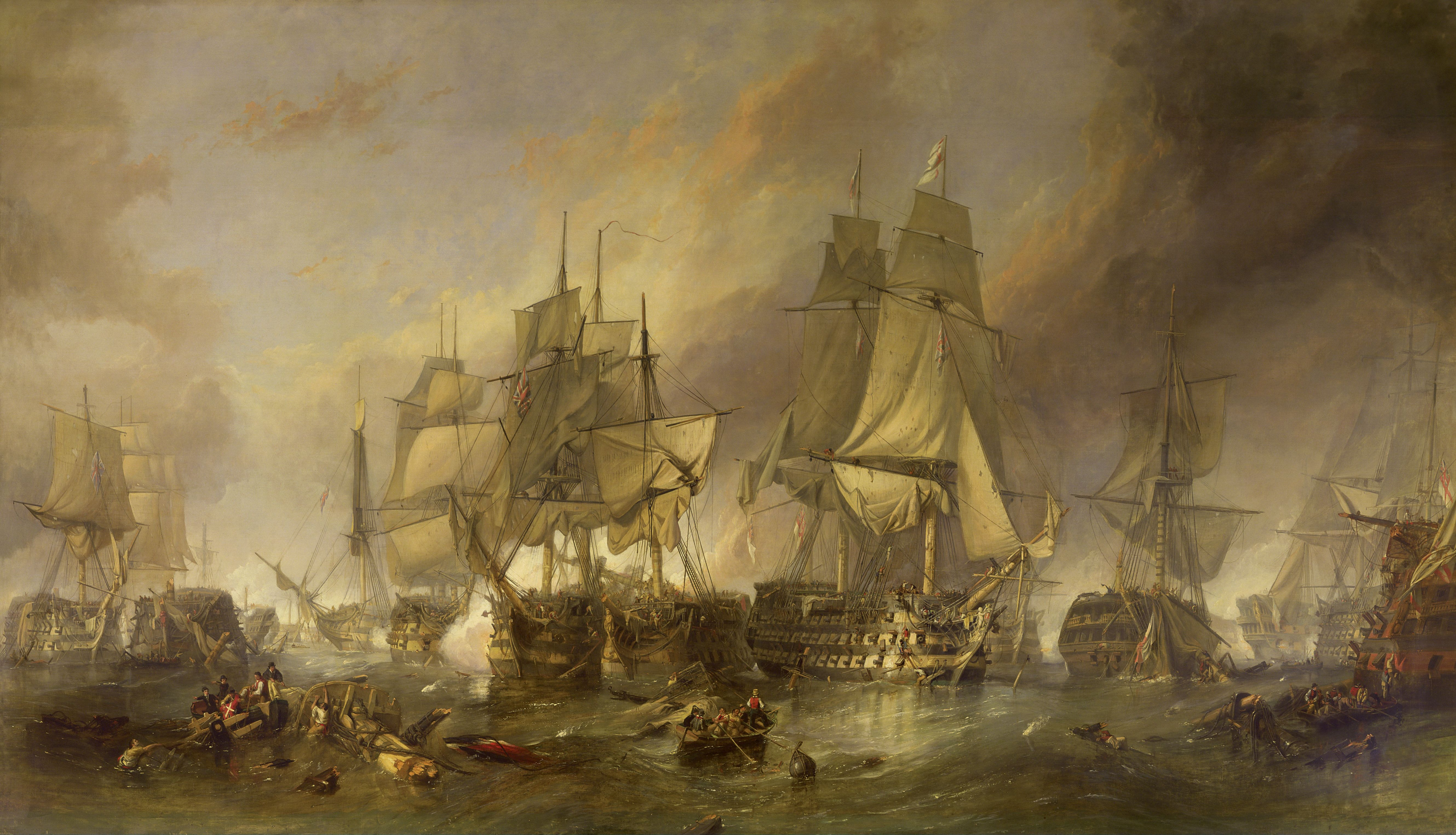
The Battle of Trafalgar von Clarkson Stanfield

Die Schlacht von Trafalgar am 21. Oktober 1805 war eine Seeschlacht zwischen britischen und französisch-spanischen Streitkräften während des Dritten Koalitionskriegs. Mit ihr begann die mehr als ein Jahrhundert dauernde britische Vorherrschaft zur See. Sie trug indirekt zu Napoleons Niederlage auf dem europäischen Festland bei. Im Verlauf der Schlacht besiegte die britische Flotte unter Führung der Vizeadmiräle Horatio Nelson und Cuthbert Collingwood die französisch-spanische Flotte unter dem Kommando von Vizeadmiral Pierre de Villeneuve. Dieser sollte im Auftrag Napoleons aus dem von den Briten blockierten Hafen von Cádiz ausbrechen, um Truppen in Neapel anzulanden. Die französisch-spanische Flotte erlitt vor Trafalgar eine verheerende Niederlage: Die Briten eroberten oder zerstörten 20 feindliche Schiffe, darunter die Santísima Trinidad, während sie selbst kein einziges Schiff verloren. Nelson selbst fiel in der Schlacht, der Sieg aber vereitelte Napoleons Pläne für eine Invasion der britischen Inseln endgültig und markierte den Beginn eines Zeitraums von weit über 100 Jahren, in denen die Royal Navy die Weltmeere beherrschen sollte.

## Strategischer Hintergrund
Mit dem Beginn des dritten Koalitionskriegs am 11. April 1805 beabsichtigte Napoleon, die konstante Bedrohung seiner Interessen auf dem europäischen Kontinent durch Großbritannien mit einer Invasion Englands zu stoppen. Um seinen Plan in die Tat umzusetzen, musste er jedoch die Kontrolle über den Ärmelkanal erlangen. Um dies zu erreichen, sollten die französisch-spanischen Flotten von Brest und Toulon die britische Blockade durchbrechen und dann über den Atlantik segeln, um die Westindischen Inseln zu bedrohen. Dies sollte einen Teil der britischen Blockadeflotten von den europäischen Gewässern weglocken. Die Flotten von Toulon und Brest (unter Pierre-Charles Villeneuve bzw. Honoré Joseph Antoine Ganteaume) sollten sich dann bei Martinique vereinigen, zurück nach Europa segeln und dort die britische Kanalflotte besiegen.
Die französische Marine war durch die Briten in ihren Häfen Ferrol, Brest, Rochefort, Cadíz und Toulon blockiert. Während die Kanalflotte unter Admiral William Cornwallis zwischen Ushant und der irischen Küste patrouillierte, wurde die französische Flotte von der britischen Mittelmeerflotte unter Vizeadmiral Nelson blockiert.

## Verfolgung
Am 30. März 1805 gelang es der französischen Flotte, Toulon unbemerkt zu verlassen, da die britischen Schiffe durch widrige Winde an einer effektiven Blockade gehindert waren. In der Folge gelang es den französischen Schiffen, sich vor der spanischen Küste mit der spanischen Flotte zu vereinen und den Atlantik zu überqueren. Nelson vermutete die Franzosen zunächst weiter im Mittelmeer. Aber als er am 10. April das tatsächliche Ziel in Erfahrung gebracht hatte, nahm er die Verfolgung auf. Villeneuve erreichte am 14. Mai Fort de France auf Martinique, wo er auf die Ankunft von Ganteaume mit dem zweiten Teil der Flotte wartete, in Unkenntnis darüber, dass diese noch immer in Brest blockiert war. Villeneuve nutzte seine Überlegenheit bis zur Ankunft Nelsons allerdings nicht aus, sondern blieb nahezu untätig. Als Villeneuve von der Ankunft Nelsons am 4. Juni in Barbados erfuhr, verließ er die karibischen Gewässer fluchtartig Richtung Europa. Nachdem Nelson die feindliche Flotte nur um wenige Tage verpasst hatte, segelte er am 13. Juni zurück nach England. Um die Admiralität vor der ankommenden Flotte zu warnen, schickte er die Sloop HMS Curieux voraus. Um der Gefahr zu begegnen, befahl der erste Seelord Charles Middleton Vizeadmiral Sir Robert Calder, mit seinen Schiffen dem Feind entgegenzusegeln.
 Calder gelang es, die zahlenmäßig überlegene Flotte am 22. Juli 1805 vor Kap Finisterre zum Kampf zu stellen. Die Briten eroberten zwei spanische Schiffe, bevor die Schlacht wegen schlechter Sichtverhältnisse abgebrochen wurde. Anschließend segelte Villeneuve zurück nach A Coruña, wo er von Napoleon den Befehl erhielt, sich im Golf von Biskaya mit dem Rochefort-Geschwader zu vereinigen und danach die Kanalflotte in Brest zu stellen, bevor Nelsons Flotte aus der Karibik zurückgekehrt wäre. Allerdings segelte Villeneuve unter Missachtung der Befehle Napoleons nicht nach Brest weiter, sondern suchte am 20. August Zuflucht in Cádiz. Damit war der strategische Vorteil der Franzosen verloren. Nelson erreichte am 19. August England, verblieb 25 Tage an Land und ging anschließend an Bord der Victory. Am 15. September stach er in See und vereinigte sich am 28. September mit der Blockadeflotte vor Cádiz.

## Gegenüberstellung der Flotten

### Großbritannien
| Oberbefehlshaber Admiral Nelson                     | Oberbefehlshaber Admiral Nelson                                  | Oberbefehlshaber Admiral Nelson                                  | Oberbefehlshaber Admiral Nelson                                  | Oberbefehlshaber Admiral Nelson                                  | Oberbefehlshaber Admiral Nelson                                  | Oberbefehlshaber Admiral Nelson                                  |
| Schiff                                              | Kano- nen                                                        | Kommandant                                                       | Verluste                                                         | Verluste                                                         | Verluste                                                         | Anmerkungen                                                      |
| Schiff                                              | Kano- nen                                                        | Kommandant                                                       | getötet                                                          | verwundet                                                        | gesamt                                                           | Anmerkungen                                                      |
| Einzelattacke auf die französisch-spanischen Flotte | Einzelattacke auf die französisch-spanischen Flotte              | Einzelattacke auf die französisch-spanischen Flotte              | Einzelattacke auf die französisch-spanischen Flotte              | Einzelattacke auf die französisch-spanischen Flotte              | Einzelattacke auf die französisch-spanischen Flotte              | Einzelattacke auf die französisch-spanischen Flotte              |
| --------------------------------------------------- | ---------------------------------------------------------------- | ---------------------------------------------------------------- | ---------------------------------------------------------------- | ---------------------------------------------------------------- | ---------------------------------------------------------------- | ---------------------------------------------------------------- |
| Africa                                              | 64                                                               | Kapitän Henry Digby                                              | 8                                                                | 44                                                               | 52                                                               |                                                                  |
| Luv-Division                                        |                                                                  |                                                                  |                                                                  |                                                                  |                                                                  |                                                                  |
| Victory                                             | 104                                                              | Kapitän Thomas Masterman Hardy                                   | 57                                                               | 102                                                              | 159                                                              | Flottenflaggschiff, Vizeadmiral Horatio Nelson                   |
| Temeraire                                           | 98                                                               | Kapitän Eliab Harvey                                             | 47                                                               | 76                                                               | 123                                                              |                                                                  |
| Neptune                                             | 98                                                               | Kapitän Thomas Francis Fremantle                                 | 10                                                               | 34                                                               | 44                                                               |                                                                  |
| Leviathan                                           | 74                                                               | Kapitän Henry William Bayntun                                    | 4                                                                | 22                                                               | 26                                                               |                                                                  |
| Conqueror                                           | 74                                                               | Kapitän Israel Pellew                                            | 3                                                                | 9                                                                | 12                                                               |                                                                  |
| Britannia                                           | 100                                                              | Kapitän Charles Bullen                                           | 10                                                               | 42                                                               | 52                                                               | Konteradmiral William Carnegie                                   |
| Agamemnon                                           | 64                                                               | Kapitän Edward Berry                                             | 3                                                                | 9                                                                | 12                                                               |                                                                  |
| Ajax                                                | 74                                                               | Kapitän John Pilfold                                             | 2                                                                | 10                                                               | 12                                                               |                                                                  |
| Orion                                               | 74                                                               | Kapitän Edward Codrington                                        | 1                                                                | 23                                                               | 24                                                               |                                                                  |
| Minotaur                                            | 74                                                               | Kapitän Charles John Moore Mansfield                             | 3                                                                | 22                                                               | 25                                                               |                                                                  |
| Spartiate                                           | 74                                                               | Captain Francis Laforey                                          | 3                                                                | 22                                                               | 25                                                               |                                                                  |
| Lee-Division                                        |                                                                  |                                                                  |                                                                  |                                                                  |                                                                  |                                                                  |
| Royal Sovereign                                     | 100                                                              | Kapitän Edward Rotheram                                          | 47                                                               | 94                                                               | 141                                                              | Vizeadmiral Cuthbert Collingwood                                 |
| Belleisle                                           | 74                                                               | Kapitän William Hargood                                          | 33                                                               | 94                                                               | 127                                                              |                                                                  |
| Mars                                                | 74                                                               | Kapitän George Duff                                              | 27                                                               | 71                                                               | 98                                                               | Kommandant getötet                                               |
| Tonnant                                             | 80                                                               | Kapitän Charles Tyler                                            | 26                                                               | 50                                                               | 76                                                               |                                                                  |
| Bellerophon                                         | 74                                                               | Kapitän John Cooke                                               | 28                                                               | 127                                                              | 155                                                              | Kommandant getötet                                               |
| Colossus                                            | 74                                                               | Kapitän James Nicoll Morris                                      | 40                                                               | 160                                                              | 200                                                              |                                                                  |
| Achille                                             | 74                                                               | Kapitän Richard King                                             | 13                                                               | 59                                                               | 72                                                               |                                                                  |
| Revenge                                             | 74                                                               | Kapitän Robert Moorsom                                           | 25                                                               | 51                                                               | 76                                                               |                                                                  |
| Polyphemus                                          | 64                                                               | Kapitän Robert Redmill                                           | 2                                                                | 4                                                                | 6                                                                |                                                                  |
| Swiftsure                                           | 74                                                               | Kapitän William Gordon Rutherfurd                                | 9                                                                | 8                                                                | 17                                                               |                                                                  |
| Dreadnought                                         | 98                                                               | Kapitän John Conn                                                | 7                                                                | 26                                                               | 33                                                               |                                                                  |
| Defiance                                            | 74                                                               | Kapitän Philip Charles Durham                                    | 17                                                               | 53                                                               | 70                                                               |                                                                  |
| Thunderer                                           | 74                                                               | Kapitän John Stockham                                            | 4                                                                | 12                                                               | 16                                                               |                                                                  |
| Defence                                             | 74                                                               | Kapitän George Johnstone Hope                                    | 7                                                                | 29                                                               | 36                                                               |                                                                  |
| Prince                                              | 98                                                               | Kapitän Richard Grindall                                         | 0                                                                | 0                                                                | 0                                                                |                                                                  |
| Sonstige Anm.                                       |                                                                  |                                                                  |                                                                  |                                                                  |                                                                  |                                                                  |
| Euryalus                                            | 36                                                               | Kapitän Henry Blackwood                                          | 0                                                                | 0                                                                | 0                                                                | Fregatte                                                         |
| Naiad                                               | 36                                                               | Kapitän Thomas Dundas                                            | 0                                                                | 0                                                                | 0                                                                | Fregatte                                                         |
| Phoebe                                              | 36                                                               | Kapitän Thomas Bladen Capel                                      | 0                                                                | 0                                                                | 0                                                                | Fregatte                                                         |
| Sirius                                              | 36                                                               | Kapitän William Prowse                                           | 0                                                                | 0                                                                | 0                                                                | Fregatte                                                         |
| Pickle                                              | 10                                                               | John Richards Lapenotière                                        | 0                                                                | 0                                                                | 0                                                                | Sloop                                                            |
| Entreprenante                                       | 10                                                               | Robert Benjamin Young                                            | 0                                                                | 0                                                                | 0                                                                | Sloop                                                            |
| Großbritannien                                      | 7 Dreidecker, 20 Zweidecker, 4 Fregatten, 2 Sloops; 2312 Kanonen | 7 Dreidecker, 20 Zweidecker, 4 Fregatten, 2 Sloops; 2312 Kanonen | 7 Dreidecker, 20 Zweidecker, 4 Fregatten, 2 Sloops; 2312 Kanonen | 7 Dreidecker, 20 Zweidecker, 4 Fregatten, 2 Sloops; 2312 Kanonen | 7 Dreidecker, 20 Zweidecker, 4 Fregatten, 2 Sloops; 2312 Kanonen | 7 Dreidecker, 20 Zweidecker, 4 Fregatten, 2 Sloops; 2312 Kanonen |

### Frankreich-Spanien
| Oberbefehlshaber Admiral Villeneuve | Oberbefehlshaber Admiral Villeneuve                     | Oberbefehlshaber Admiral Villeneuve                     | Oberbefehlshaber Admiral Villeneuve                     | Oberbefehlshaber Admiral Villeneuve                     | Oberbefehlshaber Admiral Villeneuve                     | Oberbefehlshaber Admiral Villeneuve                                                      |
| Schiff                              | Kano- nen                                               | Kommandant                                              | Verluste                                                | Verluste                                                | Verluste                                                | Anmerkungen                                                                              |
| Schiff                              | Kano- nen                                               | Kommandant                                              | getötet                                                 | verwundet                                               | gesamt                                                  | Anmerkungen                                                                              |
| ----------------------------------- | ------------------------------------------------------- | ------------------------------------------------------- | ------------------------------------------------------- | ------------------------------------------------------- | ------------------------------------------------------- | ---------------------------------------------------------------------------------------- |
| Neptuno                             | 80                                                      | Cayetano Valdés                                         | 37                                                      | 47                                                      | 84                                                      | gekapert                                                                                 |
| Scipion                             | 74                                                      | Charles Berrenger                                       | 17                                                      | 22                                                      | 39                                                      |                                                                                          |
| Rayo                                | 100                                                     | Enrique MacDonell                                       | 4                                                       | 14                                                      | 18                                                      |                                                                                          |
| Formidable                          | 80                                                      | Jean-Marie Letellier                                    | 22                                                      | 45                                                      | 67                                                      | Konteradmiral Pierre Dumanoir Le Pelley                                                  |
| Duguay-Trouin                       | 74                                                      | Claude Touffet                                          | 20                                                      | 24                                                      | 44                                                      |                                                                                          |
| Mont-Blanc                          | 74                                                      | Guillaume-Jean-Noël de Lavillegris                      | 20                                                      | 20                                                      | 40                                                      |                                                                                          |
| San Francisco de Asis               | 74                                                      | Luis de Florès                                          | 5                                                       | 12                                                      | 17                                                      |                                                                                          |
| San Agustín                         | 74                                                      | Felipe Jado Cagigal                                     | 181                                                     | 201                                                     | 382                                                     | gekapert                                                                                 |
| Héros                               | 74                                                      | Jean-Baptiste-Joseph-René Poulain                       | 12                                                      | 24                                                      | 36                                                      |                                                                                          |
| Santísima Trinidad                  | 136                                                     | Francisco Javier de Uriarte y Borja                     | 216                                                     | 116                                                     | 332                                                     | Konteradmiral Baltasar Hidalgo de Cisneros y la Torre, gekapert                          |
| Bucentaure                          | 80                                                      | Jean-Jacques Magendie                                   | 197                                                     | 85                                                      | 282                                                     | Flotten- u. französisches Flaggschiff, Vizeadmiral Pierre de Villeneuve, gekapert        |
| Neptune                             | 80                                                      | Esprit-Tranquille Maistral                              | 15                                                      | 39                                                      | 54                                                      |                                                                                          |
| Redoutable                          | 74                                                      | Jean Jacques Étienne Lucas                              | 300                                                     | 222                                                     | 522                                                     | gekapert                                                                                 |
| San Leandro                         | 64                                                      | José Quevedo                                            | 8                                                       | 22                                                      | 30                                                      |                                                                                          |
| San Justo                           | 74                                                      | Francisco Javier Garstón                                | 0                                                       | 7                                                       | 7                                                       |                                                                                          |
| Santa Ana                           | 112                                                     | José de Gardoqui                                        | 95                                                      | 137                                                     | 232                                                     | Vizeadmiral Ignacio María de Álava y Navarrete, gekapert                                 |
| Indomptable                         | 80                                                      | Jean Joseph Hubert                                      | 20                                                      | 30                                                      | 50                                                      |                                                                                          |
| Fougueux                            | 74                                                      | Louis Alexis Baudoin                                    | 60                                                      | 75                                                      | 135                                                     | gekapert                                                                                 |
| Intrépide                           | 74                                                      | Louis-Antoine-Cyprien Infernet                          | 80                                                      | 162                                                     | 142                                                     | gekapert                                                                                 |
| Monarca                             | 74                                                      | Teodoro de Argumosa                                     | 101                                                     | 154                                                     | 255                                                     | gekapert                                                                                 |
| Pluton                              | 74                                                      | Julien Marie Cosmao-Kerjulien                           | 60                                                      | 132                                                     | 192                                                     |                                                                                          |
| Bahama                              | 74                                                      | Dionisio Alcalá Galiano                                 | 75                                                      | 66                                                      | 141                                                     | gekapert                                                                                 |
| Aigle                               | 74                                                      | Pierre-Paulin Gourrège                                  | 70                                                      | 100                                                     | 170                                                     | gekapert                                                                                 |
| Montañés                            | 74                                                      | Francisco Alcedo y Bustamante                           | 20                                                      | 29                                                      | 49                                                      |                                                                                          |
| Algésiras                           | 74                                                      | Laurent Tourneur                                        | 77                                                      | 142                                                     | 219                                                     | Konteradmiral Charles René Magon de Médine, gekapert                                     |
| Argonauta                           | 80                                                      | José Antonio Pareja                                     | 100                                                     | 203                                                     | 303                                                     | gekapert                                                                                 |
| Swiftsure                           | 74                                                      | Charles-Eusèbe Lhospitalier de la Villemadrin           | 68                                                      | 123                                                     | 191                                                     | gekapert                                                                                 |
| Argonaute                           | 74                                                      | Jacques Épron-Desjardins                                | 55                                                      | 132                                                     | 187                                                     |                                                                                          |
| San Ildefonso                       | 74                                                      | Jose Ramón de Vargas y Varáez                           | 34                                                      | 148                                                     | 182                                                     | gekapert                                                                                 |
| Achille                             | 74                                                      | Louis Gabriel Deniéport                                 | 480                                                     | ?                                                       | 480                                                     | gesunken                                                                                 |
| Principe de Asturias                | 112                                                     | Rafael de Hore                                          | 54                                                      | 109                                                     | 163                                                     | spanisches Flaggschiff, Konteradmiral Antonio de Escaño, Admiral Federico Carlos Gravina |
| Berwick                             | 74                                                      | Jean-Gilles Filhol de Camas                             | 75                                                      | 125                                                     | 200                                                     | gekapert                                                                                 |
| San Juan Nepomuceno                 | 74                                                      | Cosme Damián de Churruca y Elorza                       | 103                                                     | 151                                                     | 254                                                     | gekapert                                                                                 |
| Sonstige Anm.                       |                                                         |                                                         |                                                         |                                                         |                                                         |                                                                                          |
| Cornélie                            | 40                                                      | André-Jules-François de Martineng                       | 0                                                       | 0                                                       | 0                                                       | Fregatte                                                                                 |
| Hermione                            | 40                                                      | Jean-Michel Mahé                                        | 0                                                       | 0                                                       | 0                                                       | Fregatte                                                                                 |
| Hortense                            | 40                                                      | Louis-Charles-Auguste Delamarre de Lamellerie           | 0                                                       | 0                                                       | 0                                                       | Fregatte                                                                                 |
| Rhin                                | 40                                                      | Michel Chesneau                                         | 0                                                       | 0                                                       | 0                                                       | Fregatte                                                                                 |
| Thémis                              | 40                                                      | Nicolas-Joseph-Pierre Jugan                             | 0                                                       | 0                                                       | 0                                                       | Fregatte                                                                                 |
| Furet                               | 18                                                      | Pierre-Antoine-Toussaint Dumay                          | 0                                                       | 0                                                       | 0                                                       | Brigg                                                                                    |
| Argus                               | 10                                                      | Yves-Francois Taillard                                  | 0                                                       | 0                                                       | 0                                                       | Brigg                                                                                    |
| Frankreich                          | 18 Zweidecker, 5 Fregatten, 2 Briggs; 1584 Kanonen      | 18 Zweidecker, 5 Fregatten, 2 Briggs; 1584 Kanonen      | 18 Zweidecker, 5 Fregatten, 2 Briggs; 1584 Kanonen      | 18 Zweidecker, 5 Fregatten, 2 Briggs; 1584 Kanonen      | 18 Zweidecker, 5 Fregatten, 2 Briggs; 1584 Kanonen      | 18 Zweidecker, 5 Fregatten, 2 Briggs; 1584 Kanonen                                       |
| Spanien                             | 1 Vierdecker, 3 Dreidecker, 11 Zweidecker; 1280 Kanonen | 1 Vierdecker, 3 Dreidecker, 11 Zweidecker; 1280 Kanonen | 1 Vierdecker, 3 Dreidecker, 11 Zweidecker; 1280 Kanonen | 1 Vierdecker, 3 Dreidecker, 11 Zweidecker; 1280 Kanonen | 1 Vierdecker, 3 Dreidecker, 11 Zweidecker; 1280 Kanonen | 1 Vierdecker, 3 Dreidecker, 11 Zweidecker; 1280 Kanonen                                  |

## Die Schlacht

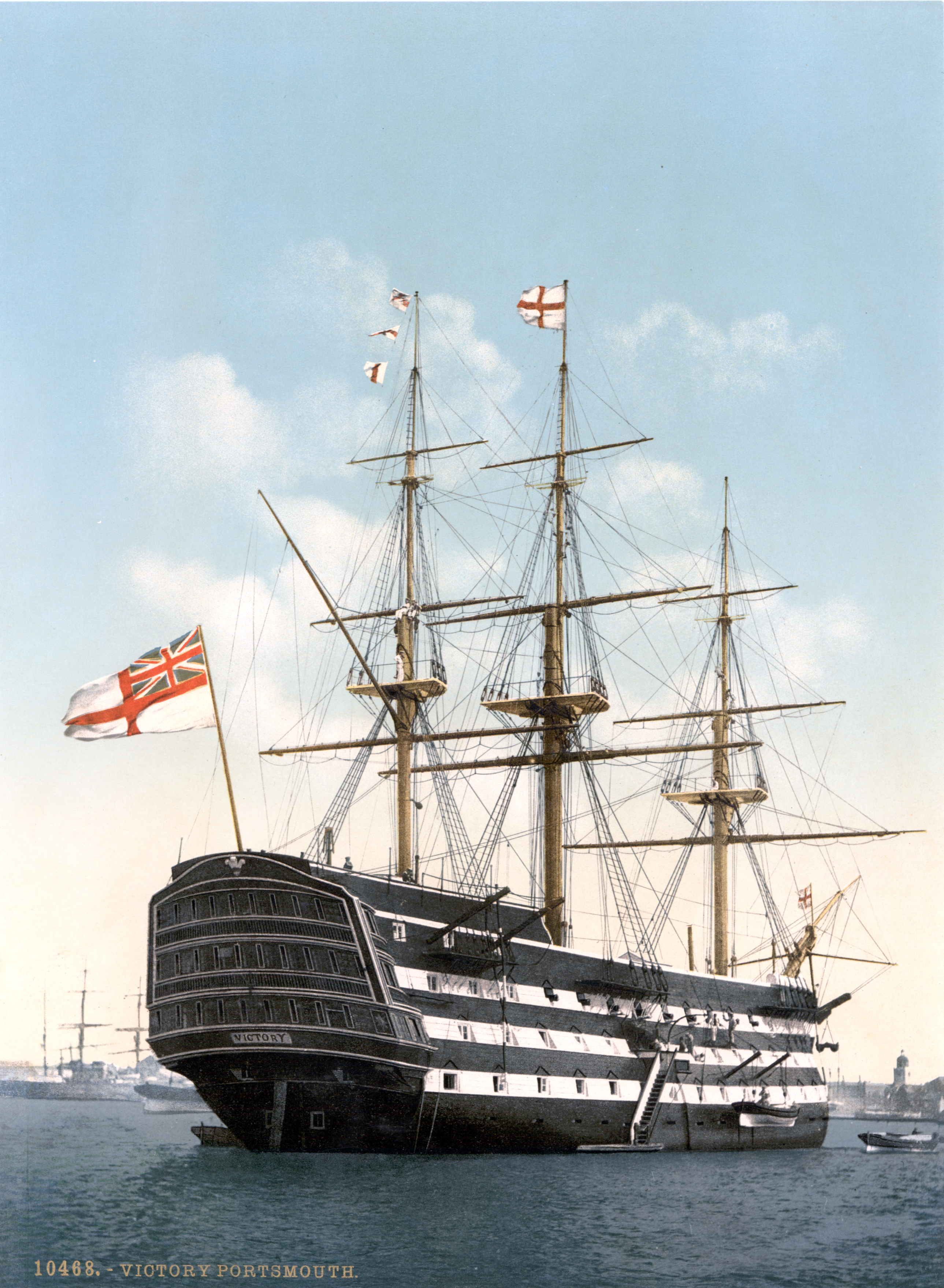
Nelsons Flaggschiff Victory um 1900 in Portsmouth

Napoleon war entsetzt über Villeneuves Verhalten, das ihn zur vorläufigen Aufgabe der geplanten Invasion Englands zwang. Daher befahl er Villeneuve, nach Neapel auszulaufen, um dort die immer noch eingeschifften 4000 Soldaten anzulanden. Da Villeneuve jedoch untätig blieb, beabsichtigte Napoleon ihn durch François Étienne de Rosily-Mesros zu ersetzen. Erst als Villeneuve am 18. Oktober davon erfuhr, wurde er aktiv und stach am 19. Oktober 1805 in See.
Aufgrund der Unerfahrenheit der Schiffsbesatzungen und ungünstiger Winde benötigte die alliierte Flotte bis zum Morgen des 20. Oktober, um aus dem Hafen auszulaufen. Gegen 12 Uhr gab Villeneuve Befehl drei Kolonnen zu bilden. Doch durch wiederholte Windänderungen dauerte es bis 16 Uhr, bis die gesamte Flotte ihre Formation angenommen und auf einen Südöstlichen Kurs Richtung Kap Trafalgar eingeschwenkt war. Nachdem Nelson am 19. Oktober gegen 9:30 Uhr darüber informiert worden war, dass die Fregatte HMS Sirius das Auslaufen der feindlichen Flotte beobachtet hatte, gab er Signal zur allgemeinen Verfolgung mit Kurs Süd Ost. Nelsons Plan sah vor, die gegnerische Schiffslinie mit zwei Schlachtreihen von der Seite senkrecht zu durchbrechen. Die feindlichen Schiffe in der Nachhut und im Zentrum sollten im Nahkampf niedergerungen werden, bevor die Schiffe der Vorhut wenden und zu Hilfe eilen konnten. Zudem sollte diesen so der Rückzug abgeschnitten werden. Nelson vertraute dabei vor allem auch auf die bessere Ausbildung und die größere Erfahrung seiner Seeleute und Offiziere.
Am 20. Oktober gegen 18 Uhr sichtete die Achille 18 feindliche Schiffe in Richtung Südsüdwest. Als um 20:30 Uhr Villeneuve davon erfuhr, waren beide Flotten nur noch 15 Seemeilen voneinander entfernt. Da eine Auseinandersetzung somit unmittelbar bevorstand, signalisierte er seinen Schiffen, zu halsen und eine Schlachtlinie mit Backbordbug zu bilden. Mit diesem Manöver wollte er sich den Weg nach Cadíz im Falle eines notwendigen Rückzugs offen halten. Aufgrund schlechter Windverhältnisse dauerte es etwa zwei Stunden, bis das Manöver abgeschlossen war. Dies hatte den Effekt, dass sich eine unregelmäßige Formation mit vielen Lücken bildete. Am 21. Oktober um 5:40 Uhr befanden sich die Briten etwa 18 Seemeilen (34 km) nordwestlich von Kap Trafalgar, während sich die französisch-spanische Flotte zwischen den Briten und dem Kap befand.
Nelsons letzte Tagebuchaufzeichnung dieses Tages vor Schlachtbeginn lautete:

“Monday Oct 21st 1805
 At daylight saw the Enemy’s Combined Fleet from East to ESE; bore away; made the Signal for Order of Sailing and to Prepare for Battle; the Enemy with their heads to the Southward: at seven the Enemy wearing in succession. May the Great God, whom I worship, grant to my Country, and for the benefit of Europe in general, a great and glorious Victory; and may no misconduct in any one tarnish it; and may humanity after Victory be the predominant feature in the British fleet. For myself, individually; I commit my Life to Him who made me, and may his blessing light upon my endeavours for serving my Country faithfully. To Him I resign myself and the just cause which is entrusted to me to defend. Amen, Amen, Amen.”

„Montag, 21. Oktober 1805. Sichtete bei Tagesanbruch die Vereinigte Flotte des Feindes in Ost bis Ostsüdost; hielt darauf zu; setzte das Signal, Schlachtordnung einzunehmen und zum Gefecht klarzumachen; der Feind lief in südlicher Richtung: um sieben halsten die feindlichen Schiffe nacheinander. Möge der große Gott, den ich verehre, meinem Lande zum Wohle ganz Europas einen großen und glorreichen Sieg verleihen; und möge keine Pflichtverletzung irgendeines Mannes ihn trüben; und möge Menschlichkeit nach dem Sieg der vorherrschende Zug in der britischen Flotte sein. Für mich persönlich vertraue ich mein Leben dem an, der mich geschaffen hat, und möge sein Segen sich auf meine Bemühungen legen, meinem Lande treu zu dienen. Ihm gebe ich mich und die gerechte Sache anheim, deren Verteidigung mir anvertraut ist. Amen, Amen, Amen.“

Angriff der Briten (rot) auf die französisch-spanische Flotte (blau)

### 6 Uhr bis 14 Uhr
Gegen 6 Uhr morgens signalisierte Nelson seiner Flotte Klarmachen zum Gefecht. Kurz darauf gab er Befehl, zwei Kolonnen zu bilden und in nordöstliche Richtung auf die feindliche Flotte zu segeln. Als beide Flotten im rechten Winkel aufeinander zusteuerten, ließ Nelson um ca. 11:40 Uhr den eigenen Schiffen per Flaggensignal verkünden: “England expects that every man will do his duty” (deutsch: „England erwartet, dass jeder Mann seine Pflicht tun wird“). Das Kommando über die Lee-Division führte Vizeadmiral Cuthbert Collingwood, die Luv-Division befehligte Nelson auf der Victory. Obwohl Villeneuve sein Manöver erwartete:

« L'Ennemi ne se bornera pas à se former sur une ligne de bataille parallèle à la nôtre et à venir nous livrer au combat d'artillerie, dont le succès appartient souvent au plus habile, mais toujours au plus heureux ; il cherchera à entourer notre arrière-garde, à nous traverser, et à porter sur ceux de nos Vaisseaux qu'il aurait désunis, des pelotons des siens pour les envelopper et les réduire. »

„Der Feind wird sich nicht damit begnügen, eine Schlachtlinie parallel zu unserer zu bilden und uns ein Artilleriegefecht liefern, dessen Erfolg oft dem Geschicktesten, aber immer dem Glücklichsten zukommt. Er wird versuchen, unsere Nachhut zu umzingeln und unsere Linie zu durchstoßen. Und er wird sich bemühen, mit Gruppen seiner Schiffe diejenigen unserer Schiffe zu umzingeln und zu überwältigen, die er abzuschneiden vermag.“

hatte er nicht die Absicht, nach demselben Prinzip anzugreifen, noch schlug er eine wirksame Methode vor, um Nelsons erwarteten Zügen zu begegnen oder sie zu vereiteln.
Gegen 11:30 Uhr eröffneten die Schiffe der alliierten Flotte mit ersten Fernschüssen auf die Royal Sovereign das Feuer. Um 12 Uhr durchbrach die HMS Royal Sovereign als erste zwischen der Santa Ana und der Fougueux die feindliche Linie. Dabei feuerte sie mit ihren Backbord-Kanonen in den Heckspiegel der Santa Ana und tötete oder verwundete damit einen Großteil der Besatzung. Gleichzeitig feuerte sie mit ihren Kanonen an Steuerbord auf die Fougueux. Dann drehte die Royal Sovereign bei und legte sich längsseits der Santa Ana. Zeitgleich eröffneten die Indomptabile, die San Justo und die San Leandro das Feuer auf die Royal Sovereign. Nachdem die Royal Sovereign 15 Minuten allein und ohne Unterstützung dem Feuer von nun fünf Schiffen ausgesetzt gewesen war, durchbrach die Belleisle als nächste die feindliche Linie und feuerte dabei gleichzeitig auf die Santa Ana und die Fougueux. Es entwickelte sich ein mit äußerster Heftigkeit geführtes Gefecht, und nachdem sie die Santa Ana passiert hatte, drehte die Belleisle in Richtung der Indomptable ab. Diese konnte jedoch gerade noch rechtzeitig ausweichen, um eine Breitseite in ihr Heck zu vermeiden. Anschließend entfernte sich die Indomptable in südöstliche Richtung. Währenddessen setzte die Royal Sovereign ihren Beschuss auf die Santa Ana fort, bis sich die Besatzung gegen 14:15 Uhr ergab. Wenige Minuten nach der Belleisle erreichte die Mars die feindlichen Linien. Doch aufgrund des heftigen Beschusses durch die Pluton und die Monarca gelang ihr kein Durchbruch, sodass sie unter dem Feuer der Pluton in nordöstliche Richtung abdrehte. Gegen 13 Uhr erschien die Tonnant, überholte die Monarca an Backbord und feuerte eine Breitseite in das Heck der Pluton und in den Bug der von Lee kommenden Algéciras.

Um 12:30 Uhr erreichte die Luv-Division mit der Victory an der Spitze die Linie der französisch-spanischen Flotte und durchbrach diese zwischen der Bucentaure und der Redoutable. Dabei geriet die Victory in den Beschuss der Santísima Trinidad, der französischen Neptune und der San Justo. Die Victory ihrerseits näherte sich auf Kernschussweite dem Heck der Bucentaure und feuerte mehrere Breitseiten auf das Schiff, wodurch die Bucentaure schwerste Schäden erlitt und bereits nach wenigen Minuten kampfunfähig war. Die französische Neptune näherte sich daraufhin der Bucentaure und feuerte auf die Victory, wobei sie Schaden am Fockmast und am Bugspriet erlitt. Die Victory fiel daraufhin nach Backbord ab und feuerte auf die sich von Steuerbord nähernde Redoutable. Die beiden aufeinander zusteuernden Schiffe kollidierten daraufhin und lagen nun direkt nebeneinander. Wenige Minuten darauf durchbrach die Temeraire die feindlichen Linien und schob sich zwischen die Redoutable und die französische Neptune.
In dem sich anschließenden Mêlée wurde Nelson von einem Musketenschuss schwer verwundet und unter Deck gebracht, wo er gegen 16:30 Uhr verstarb. Zusammen mit der Victory nahm die Temeraire die Redoutable ins Kreuzfeuer, worauf die Besatzung sich gegen 13:30 Uhr ergab. Nach und nach durchbrachen nun immer mehr britische Schiffe die feindliche Linie. Während sich die britische Neptune an Steuerbord der Santísima Trinidad legte und mehrere Breitseiten auf das spanische Schiff feuerte, näherte sich von Norden die Africa und von Süden die Conqueror. Nachdem die Santísima Trinidad etwa eine Stunde dem Feuer von drei Schiffen ausgesetzt gewesen war, ließ Konteradmiral Cisneros gegen 14:35 Uhr den Union Jack als Zeichen der Kapitulation hissen.

### 14 Uhr bis 17:15 Uhr
Gegen 14 Uhr signalisierte Villeneuve seiner weiter nach Norden segelnden Vorhut unter dem Kommando von Konteradmiral Dumanoir, dass sie wenden und zu Hilfe kommen solle. Nachdem Dumanoir vergeblich versuchte, die Spartiae und die Minotaur zu isolieren, drehte er nach Südwesten ab. Lediglich die Intrépide und die San Augustin folgten Villeneuves Befehl und näherten sich aus nördlicher Richtung dem Kampfgeschehen. Dabei wurden sie von mehreren britischen Schiffen, darunter die Britannia, die Agamemnon und die Leviathan, sofort unter Beschuss genommen, worauf sie sich nach einem einstündigen Kampf der Orion ergab. Gegen 16:30 Uhr hatte Admiral Gravina denjenigen Schiffen, die dazu in der Lage seien, signalisiert, sich zu versammeln und in Richtung Cadíz zurückzuziehen. Damit endete die Schlacht.
Nach dem Ende der Schlacht war ein Großteil der eroberten Schiffe als auch der eigenen Schiffe so schwer beschädigt, dass sie in Schlepp genommen werden mussten. Daher entschied Collingwood Gibraltar anzulaufen. Doch durch einen verheerenden Sturm, der ab dem 22. Oktober über die Flotte hinwegzog, sah sich Collingwood gezwungen, mehrere gekaperte Schiffe aufzugeben und zu versenken. Der Sturm hielt bis zum 29. Oktober an, zerstörte neun Schiffe und kostete weitere 2.700 Mann das Leben. Nachdem der Sturm abgeklungen war, erreichten alle britischen Schiffe sowie die verbliebenen Prisen sicher britische Häfen.

## Nachwirkungen
Villeneuve verlor in der Schlacht 18 Schiffe, von denen 17 als Prisen in die Hände der Briten fielen. Zusammen hatte die alliierte Flotte 2458 Tote und 2781 Verwundete zu beklagen. Auf britischer Seite gab es 458 Tote und 1208 Verwundete. Die Schlacht von Trafalgar schaltete die französische Marine als Rivalin der Royal Navy endgültig aus. Die Franzosen konnten die verlorenen Schiffe teils ersetzen, aber ihre Kriegsflotte erreichte nie mehr eine gefährliche Stärke für die Briten. Somit war Napoleon nicht mehr in der Lage, die Seeherrschaft des Vereinigten Königreichs zu gefährden. Er musste seine Invasionspläne für die britischen Inseln aufgeben und sich bei seinen Feldzügen auf das europäische Festland konzentrieren. Den Spaniern gelang es in der Folgezeit nicht mehr, eine große Flotte aufzustellen. Gleichzeitig trug die Niederlage bei Trafalgar erheblich zum Verlust ihrer Kolonien in Südamerika bei.

Die Nachricht vom Sieg und vom Tod Nelsons erreichte London am 4. November. In der Presse wurde Nelson als nationaler Held geehrt und der Sieg über Napoleon gefeiert. Nelson wurde posthum in den Grafenstand erhoben und sein ältester Bruder William erhielt eine jährliche Pension von 5.000 Pfund. Vizeadmiral Collingwood wurde zum Baron ernannt und erhielt 2.000 Pfund pro Jahr. Nelsons Leichnam wurde am 8. Januar 1806 auf der Themse von Greenwich nach Whitehall gebracht, dort erhielt er einen Tag später ein Staatsbegräbnis und wurde in der St.-Pauls-Kathedrale beigesetzt. Während die Spanier ihre Niederlage akzeptierten, wurde die Schlacht in Frankreich vollkommen ignoriert. Mit Napoleon immer noch zwischen Ulm und Austerlitz wagte es Frankreich nicht, ein Zeichen der Schwäche von sich zu geben. Villeneuve kehrte nach seiner Gefangenschaft im Vereinigten Königreich im April 1806 nach Frankreich zurück. Dort wurde er von Napoleon nach Rennes verbannt und beging am 22. April Selbstmord.

## Gründe für den Sieg der britischen Flotte
Neben Nelsons neuartiger Angriffstaktik waren vor allem die Seeleute und die Offiziere ausschlaggebend. Sie waren besser ausgebildet, disziplinierter und gesünder. Ein weiterer Vorteil, den die Briten gegenüber der französisch-spanischen Flotte besaßen, war die Bewaffnung. Während die Franzosen und Spanier weiter den Luntenspieß zum Abfeuern ihrer Kanonen verwendeten, benutzen die Briten einen Steinschlossmechanismus. Dadurch waren sie in der Lage, ihre Kanonen alle 90 Sekunden abzufeuern, während die Franzosen und Spanier dafür vier bis fünf Minuten benötigten.

Villeneuves Führungsqualität im Juli/August 1805 ist oft kritisiert worden. Er wirkte nicht souverän in jenen Monaten. Dabei ist aber zu berücksichtigen, dass ihm eine Flotte unterstand, die ihrem Gegner in der Schlacht von Trafalgar – trotz zahlenmäßiger Übermacht der beiden Verbündeten – kaum gefährlich werden konnte. Seine Entscheidungen am Schlachttag waren der Lage angemessen und er hatte Nelsons Schlachtstrategie klar erkannt. Er signalisierte seiner Vorhut zum Beispiel, zu wenden und damit den Briten in den Rücken zu fallen. Villeneuve hat an diesem Tag auch allgemein alles getan, was ein militärischer Führer an der Spitze einer unterlegenen Streitmacht leisten konnte. Die britische Marine zehrte etwa ein Jahrhundert lang von dem nach der Schlacht von Trafalgar gesponnenen Mythos. Die Schlacht und seine Todesumstände besiegelten endgültig Nelsons Ruhm. Danach musste jeder britische Admiral sich an dem von ihm geschaffenen Mythos um seine Person messen.